# Herbert Zeitler (Verwaltungsjurist)
Herbert Zeitler (* 31. Oktober 1927 in Regensburg) ist ein deutscher Verwaltungsjurist und ehemaliger Regierungspräsident von Niederbayern.

## Leben
Herbert Zeitler war Sohn eines Beamten und wuchs ab 1932 in Landshut und ab 1934 in München auf, wo er auch sein Jurastudium absolvierte. Nach der Promotion trat er 1955 in den Staatsdienst. Er war unter anderem an der Obersten Baubehörde und in der Kommunalabteilung sowie als Haushaltsreferent im Staatsministerium des Innern tätig. 1970 bis 1972 war er Regierungsvizepräsident von Oberbayern. Ab 1973 leitete er 15 Jahre lang die Abteilung „Recht, Planung und Bautechnik“ der Obersten Baubehörde. Von 1987 bis 1992 war er Regierungspräsident von Niederbayern. Schwerpunkt seiner Tätigkeit waren Wirtschaftsförderung und Ausbau der Infrastruktur. Im Ruhestand zog er zurück nach Gauting bei München.

## Publikationen
- Herbert Zeitler: Bayerisches Straßen- und Wegegesetz. Kommentar, Beck Verlag.
- Frank Sieder und Herbert Zeitler: Bayerisches Wassergesetz und Bayerisches Gesetz zur Ausführung des Abwasserabgabengesetzes. Kommentar, Beck Verlag.